# Benissoda
Benissoda település Spanyolországban, Valencia tartományban. Benissoda Agullent, Agres és Albaida községekkel határos. Lakosainak száma 485 fő (2024).

## Népesség
A település lakosságának változását az alábbi diagram mutatja:
| Lakosok száma | 300  | 320  | 361  | 372  | 414  | 434  | 425  | 430  | 456  | 485  |
|               | 2001 | 2004 | 2007 | 2009 | 2012 | 2014 | 2017 | 2019 | 2022 | 2024 |